# Trichogonia intermedia
Trichogonia intermedia är en insektsart som beskrevs av Schmidt 1928. Trichogonia intermedia ingår i släktet Trichogonia och familjen dvärgstritar. Inga underarter finns listade i Catalogue of Life.